# Serial Presence Detect
Serial presence detect (SPD) – standaryzowany sposób na dostęp do danych określających parametry modułów pamięci RAM. Wcześniejsze 72-pinowe moduły SIMM używały pięciu pinów do zakodowania ustawień modułu (PPD, Parallel presence detect), w nowych 168-pinowych modułach DIMM zastosowano do tego celu kość pamięci szeregowej, mogącą pomieścić znacznie więcej informacji na temat danego modułu.
Kiedy komputer jest włączany, uruchamiana jest procedura POST. Od około połowy lat dziewięćdziesiątych ten proces uwzględnia automatyczną konfigurację podłączonych urządzeń. SPD jest elementem pamięci umożliwiającym określenie jakiego rodzaju pamięć znajduje się w komputerze, oraz jakie ustawienia należy dla niej ustawić.
Większość systemów komputerowych akceptuje/wprowadza zmiany w konfiguracji sprzętu całkowicie automatycznie. W większości przypadków istnieje także możliwość modyfikacji domyślnie wybranych ustawień z poziomu BIOSu komputera.